# Peter Steinfurth
Peter Steinfurth ist ein deutscher Motorjournalist. Von 1991 bis Ende 2024 war er Chefredakteur des Oldtimer-Magazins Oldtimer Markt. Seit 2025 ist er der Herausgeber des Magazins.

## Leben
Auf eine Druckerlehre in Bielefeld folgten zwischen 1982 und 1984 ein Volontariat und anschließend eine Anstellung als Redakteur beim Westfalenblatt in Halle/Westfalen, am Ende auch als Redaktionsleiter. Als Ende 1989 im „Markt für klassische Automobile und Motorräder“ die Stelle eines Motorradredakteurs ausgeschrieben wurde, rief Steinfurth den damaligen Chefredakteur Otto Walenta direkt an. Er erhielt die Anstellung und löste Walenta zwei Jahre später als Chefredakteur ab.
Im Jahr 2012 wurde Steinfurth vom Verband der Motorjournalisten e. V. mit der Johny-Rozendaal-Uhr ausgezeichnet.

## Veröffentlichungen
- Praxishandbuch Korrosionsschutz: Vorsorgen – Behandeln – Konservieren, Königswinter 2014.
- Praxishandbuch Schweißen: Grundlagen, Technik, Praxis, Königswinter 2014.